# Ейла
Е́йла (ест. Äila küla) — село в Естонії, у волості Ганіла повіту Ляенемаа.

## Населення
Чисельність населення на 31 грудня 2011 року становила 19 осіб.